# Фэрли, Рон
Рональд Рэй Фэрли (англ. Ronald Ray Fairly, 12 июля 1938, Мейкон, Джорджия — 30 октября 2019, Индиан-Уэлс, Калифорния) — американский бейсболист. Выступал в Главной лиге бейсбола с 1958 по 1978 год. Играл на позициях аутфилдера и игрока первой базы. В составе «Лос-Анджелес Доджерс» трижды становился победителем Мировой серии. Дважды принимал участие в Матче всех звёзд лиги. В составе команды университета Южной Калифорнии выиграл студенческую Мировую серию 1958 года. После завершения карьеры игрока работал комментатором.

## Биография

### Ранние годы и начало карьеры
Рональд родился 12 июля 1938 года в Мейконе, Джорджия. Его отец Карл был бейсболистом, в течение десяти лет играл в различных командах младших лиг. Спортсменом был и старший брат Рона, Расти, игравший квотербеком в Канадской футбольной лиге. Семья переехала в Калифорнию, когда Рону было три месяца. Карл закончил играть и работал менеджером в сети аптек, а его супруга Марджори подрабатывала, продавая шторы в универмаге.
Рон окончил школу в Лонг-Бич, играл в бейсбол, но ярче проявлял себя в баскетболе. Калифорнийский университет в Лос-Анджелесе предложил ему спортивную стипендию, но он сделал выбор в пользу университета Южной Калифорнии, где с бейсболистами работал известный тренер Род Дедо. На первом курсе Фэрли также играл в баскетбол, но в основной состав проходил не всегда и в итоге сосредоточился на бейсболе.
В 1958 году в составе университетской команды Фэрли стал победителем студенческой Мировой серии. Ещё во время учёбы в школе он находился под пристальным вниманием скаутов профессиональных клубов, а теперь предложений стало ещё больше. Рон позднее говорил, что «Чикаго Уайт Сокс» предлагали ему 100 тысяч долларов, но он сделал выбор в пользу «Лос-Анджелес Доджерс», так как команда базировалась не так далеко от его дома. Фэрли сыграл в 69 матчах за фарм-клубы «Де-Мойн Брюинз» и «Сент-Пол Сэйнтс», и уже в сентябре оказался в основном составе «Доджерс». Команда завершала неудачный сезон и готовилась к обновлению состава. Наставником для Фэрли стал ветеран Карл Фурилло. Когда он завершил карьеру, Рон в его честь начал играть под шестым номером.

### Главная лига бейсбола

#### Лос-Анджелес Доджерс
С начала сезона 1959 года Фэрли начал играть очень результативно — в начале июня его показатель отбивания составлял 30,3 %. «Доджерс» к тому времени неожиданно шли на первом месте в таблице. Июнь Рон провёл неудачно и быстро выбыл из числа игроков стартового состава. Вице-президент клуба Фреско Томпсон, советовал ему играть сдержаннее и не поддаваться на уловки питчеров, пользовавшихся его неопытностью. Рон принял участие в 188 играх чемпионата и сыграл в шести матчах победной Мировой серии. Сразу после завершения сезона он был призван на военные сборы, где провёл следующие полгода.
После возвращения руководство клуба направило Фэрли в «Спокан Индианс», чтобы он мог набрать форму. Там он провёл хороший сезон, сыграв в 153 матчах и выбив в них 27 хоум-ранов. В 1961 году Рон пробился в основной состав команды, несмотря на высокую конкуренцию.  В июне он попал в запас, но затем тренер команды Уолтер Олстон решил попробовать его на первой базе. Фэрли заиграл на новой позиции и оставался основным игроком первой базы в команде до 1965 года. Сезон 1962 года стал для него первым, когда он вышел на биту более 500 раз, окончательно закрепившись в составе «Доджерс».
С 1962 по 1966 год «Доджерс» доминировали в лиге: команда трижды становилась победителем Национальной лиги и два раза выиграла Мировую серию. В этот период Фэрли оставался игроком основного состава, хотя и играл на разных позициях. Затем, в 1967 и 1968 годах в его карьере наступил резкий спад. Позднее Рон объяснял его решением руководства клуба изменить конфигурацию домашнего поля, увеличив площадь травы в инфилде. Это замедляло отбитые мячи и для игроков «Доджерс», которые чаще отбивали граундболы, это стало серьёзной проблемой. В июне 1969 года Фэрли обменяли в «Монреаль Экспос», где он почти сразу вернулся на прежний уровень эффективности игры на бите.

#### Второй этап карьеры
В течение пяти лет в составе «Монреаля» Рон демонстрировал хорошую статистику. В 1973 году он впервые в карьере был приглашён на Матч всех звёзд лиги. При этом он был очень разочарован турнирными задачами клуба. В «Доджерс» он привык к победам, тогда как в «Экспос» хорошим результатом считали 70 побед в регулярном чемпионате. В декабре 1974 года Фэрли обменяли в «Сент-Луис Кардиналс».
В «Кардиналс» он пришёл как ветеран и уже не был игроком стартового состава. За два года Рон сыграл за команду в 180 матчах. В 1976 году он провёл пятнадцать игр за «Окленд Атлетикс», после чего его контракт был продан «Торонто Блю Джейс». В сезоне 1977 года Фэрли второй раз получил приглашение на Матч всех звёзд и стал единственным игроком в истории, который участвовал в нём как представитель обеих канадских команд. Последним клубом в его карьере стали «Калифорния Энджелс», за которых он играл в 1978 году.

### Карьера комментатора
Весной 1979 года, несмотря на оставшийся по контракту с «Энджелс» год, Фэрли принял предложение владельца команды Джина Отри стать ведущим на его радиостанции. На этом месте он проработал до 1987 года, а затем переехал в Сан-Франциско, где заменил Хэнка Гринвальда в качестве комментатора игр «Джайентс». Рон уже был довольно известен, но популярностью на новом месте не пользовался — болельщики помнили его как игрока «Доджерс», одного из принципиальных соперников клуба. В 1993 году Фэрли переехал в Сиэтл, где комментировал матчи «Маринерс». В 2006 году Рон вышел на пенсию.
В последние годы он жил в Калифорнии. Рон Фэрли скончался 30 октября 2019 года после длительной борьбы с раком.